# Høgfonnaksla
Høgfonnaksla är en bergstopp i Antarktis. Den ligger i Östantarktis. Norge gör anspråk på området. Toppen på Høgfonnaksla är 2 295 meter över havet. Høgfonnaksla ingår i Borgmassivet.
Terrängen runt Høgfonnaksla är huvudsakligen kuperad. Trakten är obefolkad. Det finns inga samhällen i närheten.